# Жаїр Кунья
Жаїр Кунья (порт. Jair Cunha, нар. 7 березня 2005, Орландія) — бразильський футболіст, захисник клубу «Ноттінгем Форест» та молодіжної збірної Бразилії. Виступав також за клуби «Сантус» та «Ботафогу».

## Клубна кар'єра
Жаїр Кунья народився 2005 року в місті Орландія, та є вихованцем футбольної школи клубу «Сантус». У 2023 році Жаїр розпочав грати в основній команді клубу, в якій виступав до кінця 2024 року, взявши участь у 22 матчах чемпіонату. У 2025 році футболіст перейшов до клубу «Ботафогу», за який провів 11 матчів. З 2025 року виступає за англійський клуб «Ноттінгем Форест».

## Виступи за збірну
З початку 2025 року Жаїр Кунья грає у складі молодіжної збірної Бразилії. На молодіжному рівні зіграв у 8 офіційних матчах.